# フェディル・クリチェヴスキー

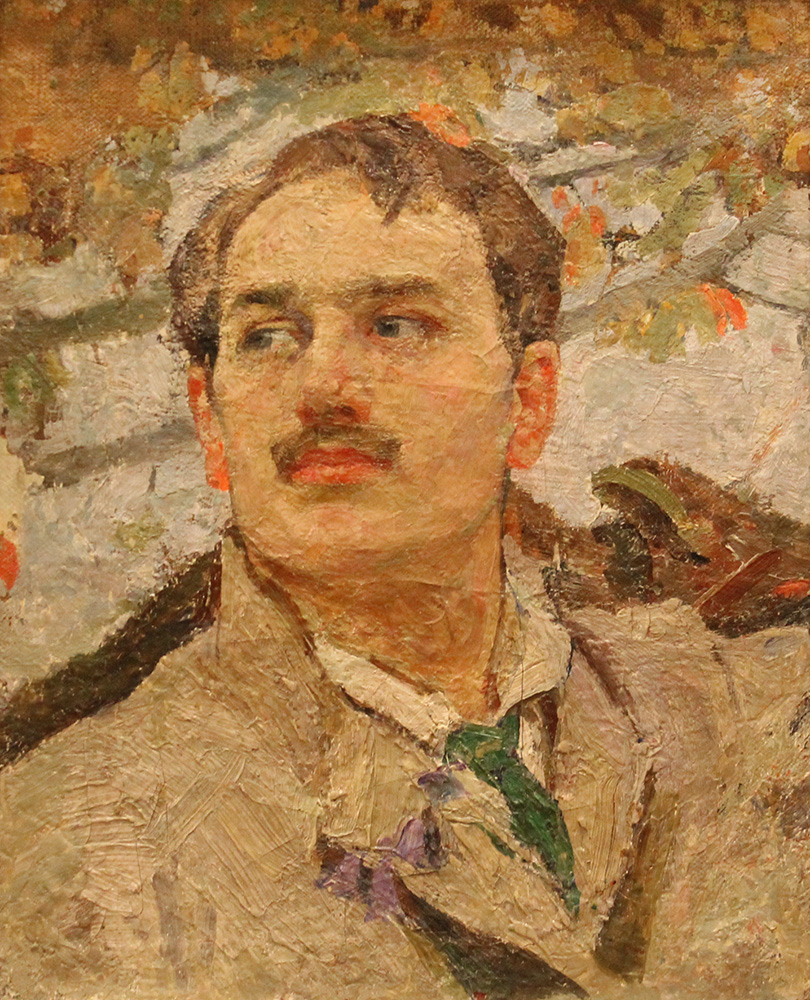
自画像

フェディル・クリチェヴスキー (ウクライナ語: Федір Кричевський; 1879年5月22日（ユリウス暦 5月10日） - 1947年7月30日) は、ウクライナの画家。ロシア帝国ハリコフ県レベディン町出身。近代美術を代表する人物である。

## 来歴
キリスト教に改宗したユダヤ系の父と、ウクライナ系の母の間に生まれた。1901年にモスクワ美術学校を、1910年にサンクトペテルブルク美術学院を卒業した。1911年から1912年にかけて、クリチェフスキーはヨーロッパの主要な文化の中心地を訪問し、ドイツ、オーストリア、フランス、イタリアの美術館で世界の絵画の傑作を鑑賞しました。

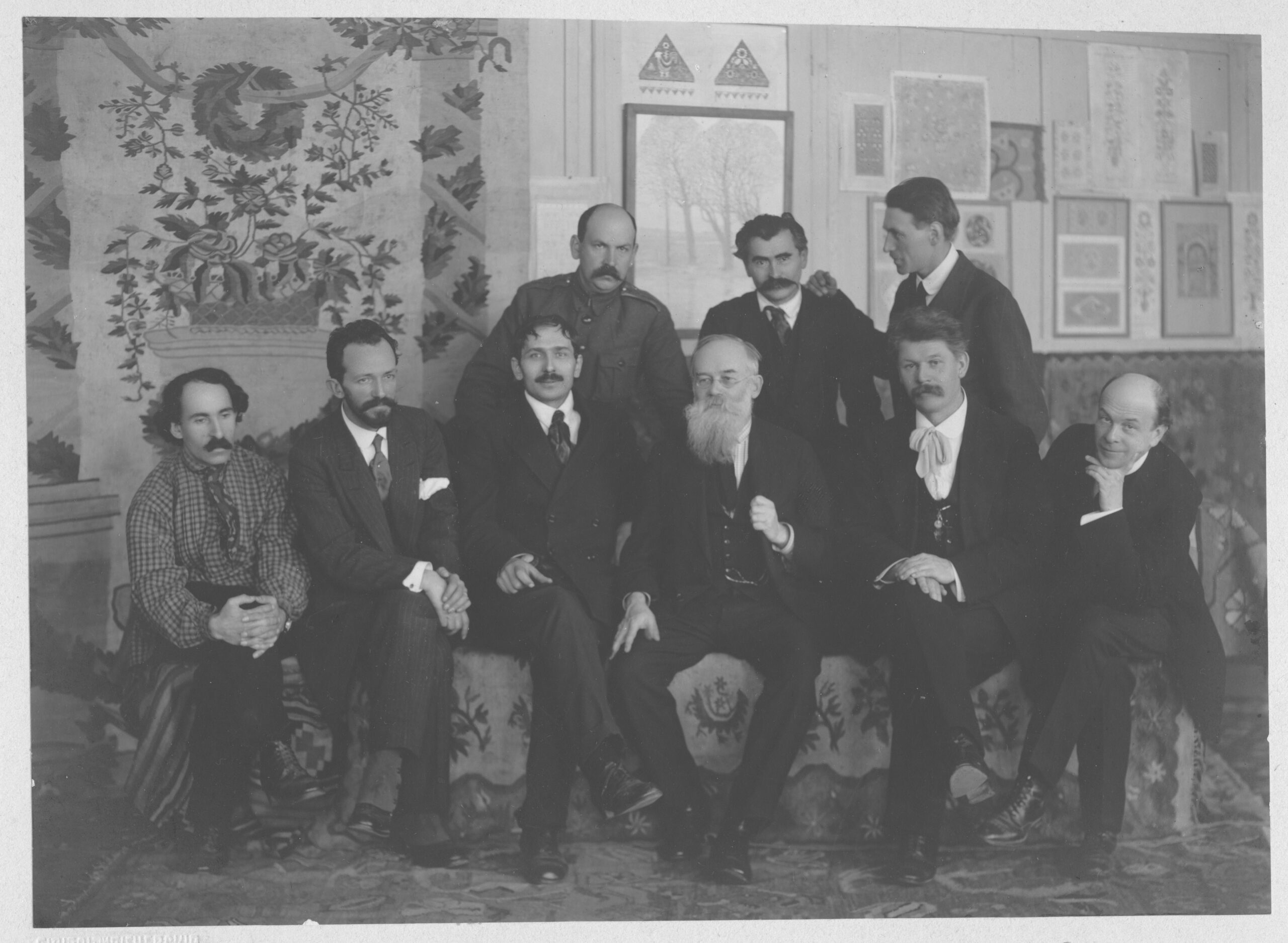
国立視覚芸術建築アカデミー(ウクライナ美術学院)の創設者達､左からヘオリイ・ナルブト､ヴァシル・クリチェフスキー､ミハイロ・ボイチュク､アブラハム・A・マニエビッチ､オレクサンドル・ムラシュコ､フェディル・クリチェヴスキー、ミハイロ・フルシェフスキー(ウクライナ中央ラーダの議長)、イヴァン・ステシェンコ､ミコラ・ブラチェック

1914年から1918年にかけてキエフ美術学校の教授・校長を務めた。1917年にウクライナ美術学院の創立者の一人となり、1920年から1922年の間にその学院長として活躍した。ソ連政権によってウクライナ美術学院が廃止された後、キエフ美術大学の学長となった。第二次世界大戦中にキエフにとどまったが、1943年にケーニヒスベルクに移動した。1945年にソ連内務人民委員部によって「対敵協力者」として逮捕された。キエフ郊外に在るイルピーニ町へ送られて、軟禁され、餓死させられた。代表作は『人生』（1927年）。

## 作品
三連画『人生』（1927年）

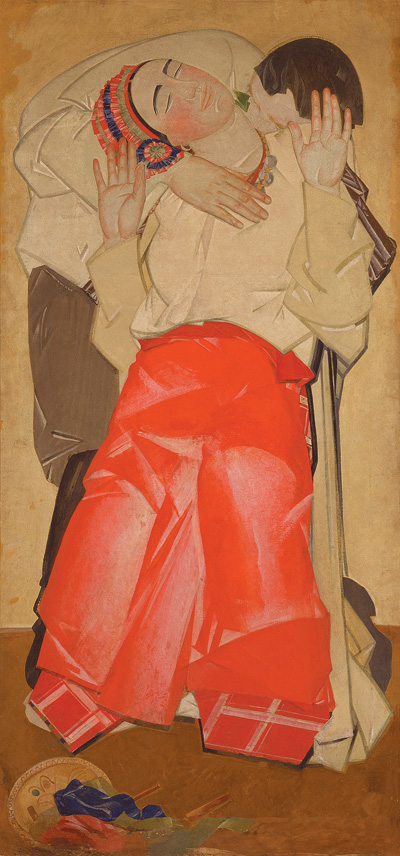
人生。恋愛
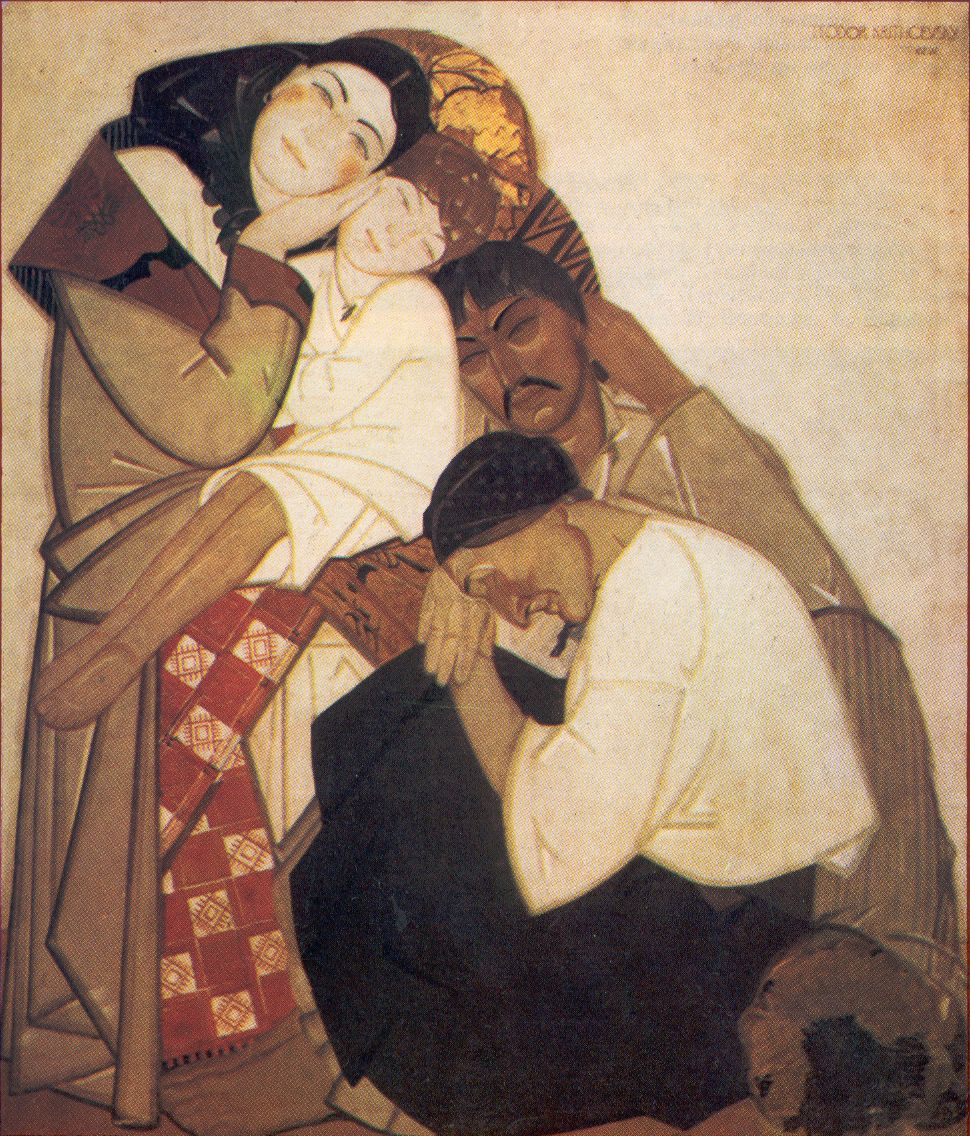
人生。家族
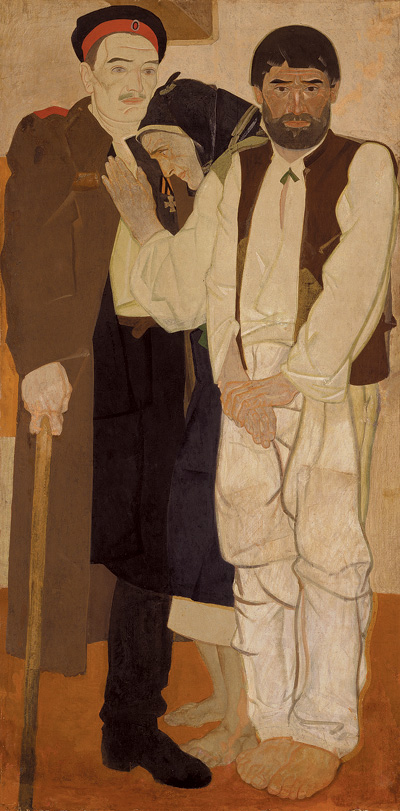
人生。帰省